# Jan Długosz

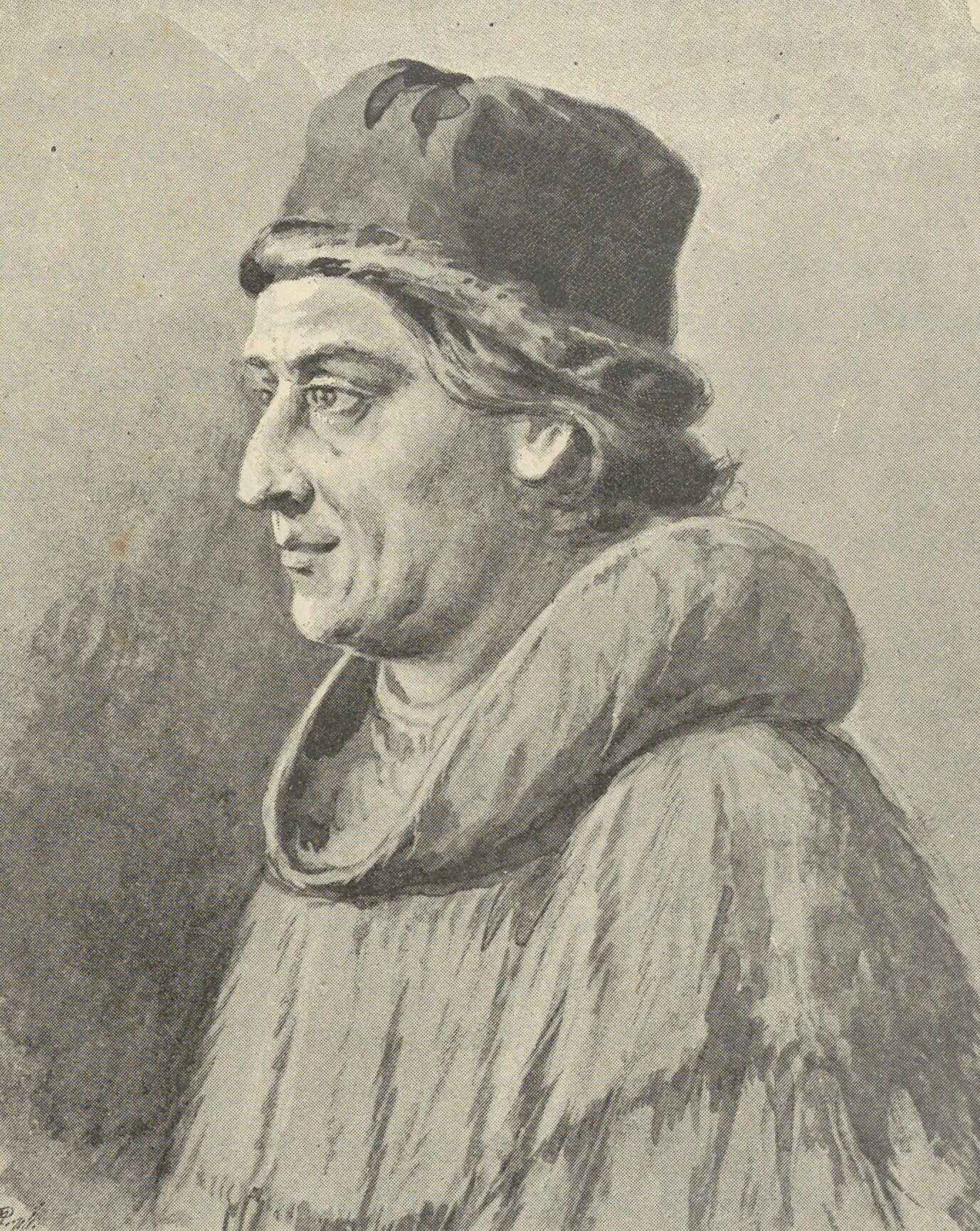
Portret Jana Długosza namalowany przez Walerego Eljasza-Radzikowskiego (1889)

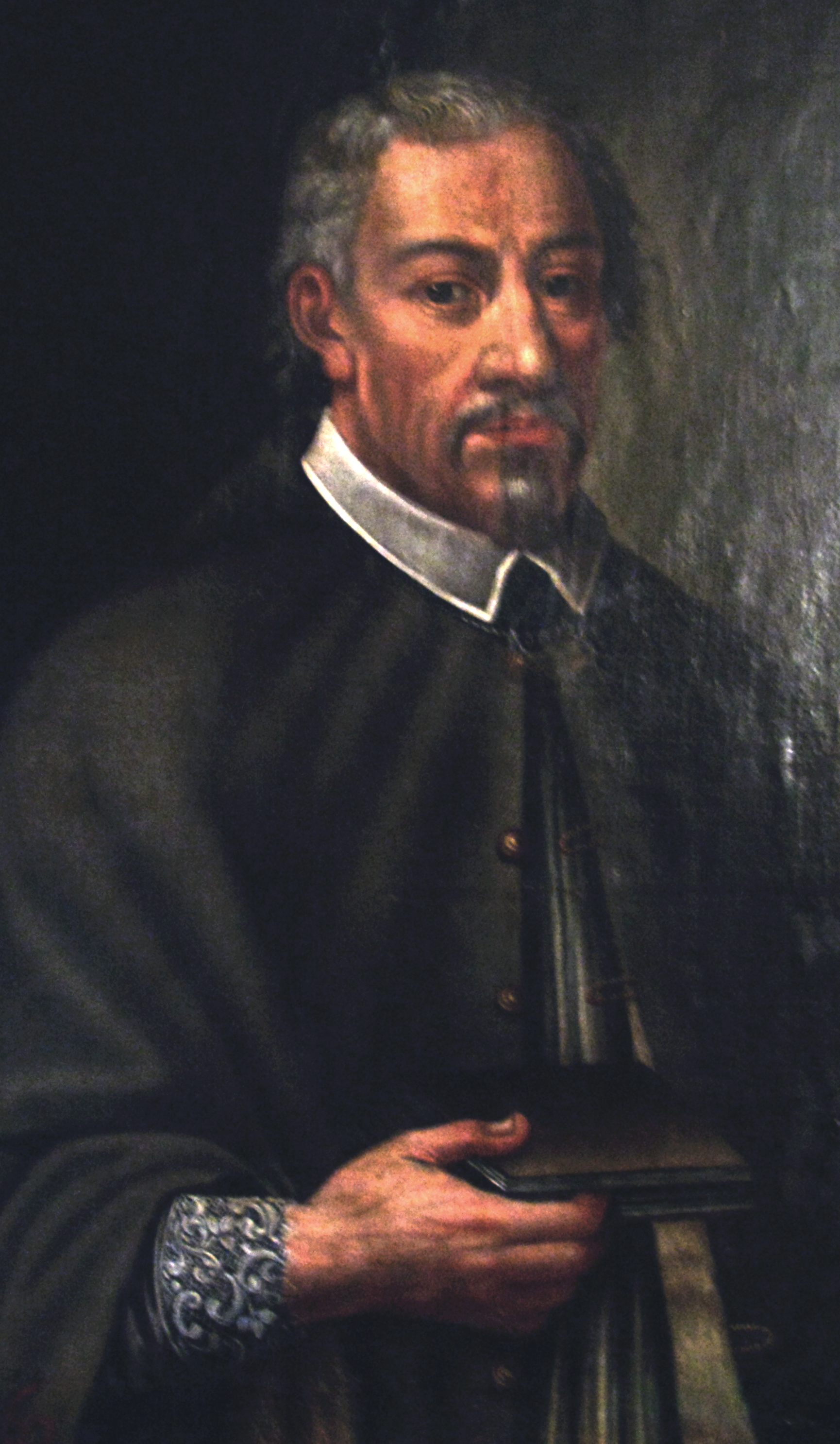
Portret Jana Długosza z XVIII wieku

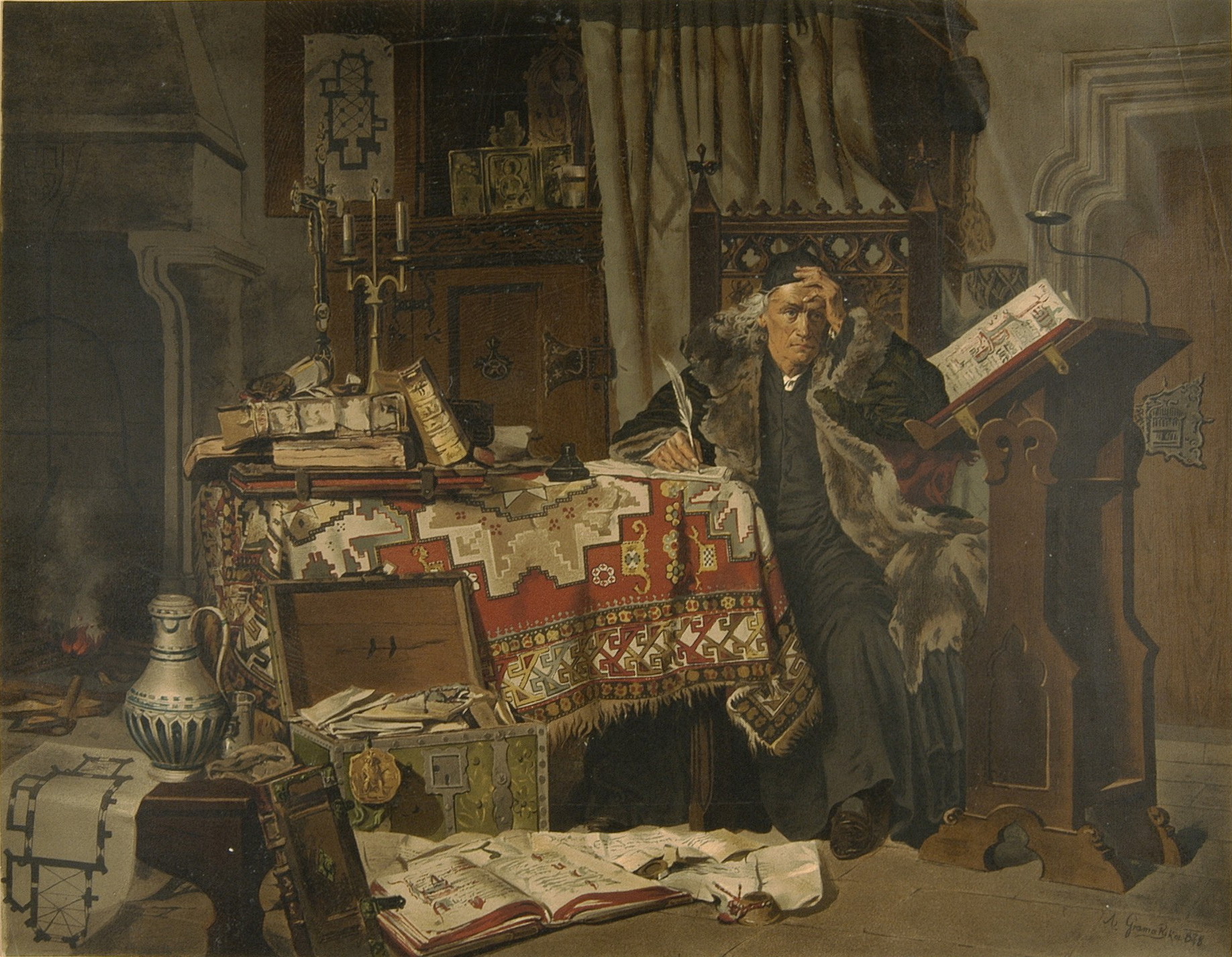
Jan Długosz, reprodukcja obrazu Antoniego Gramatyki

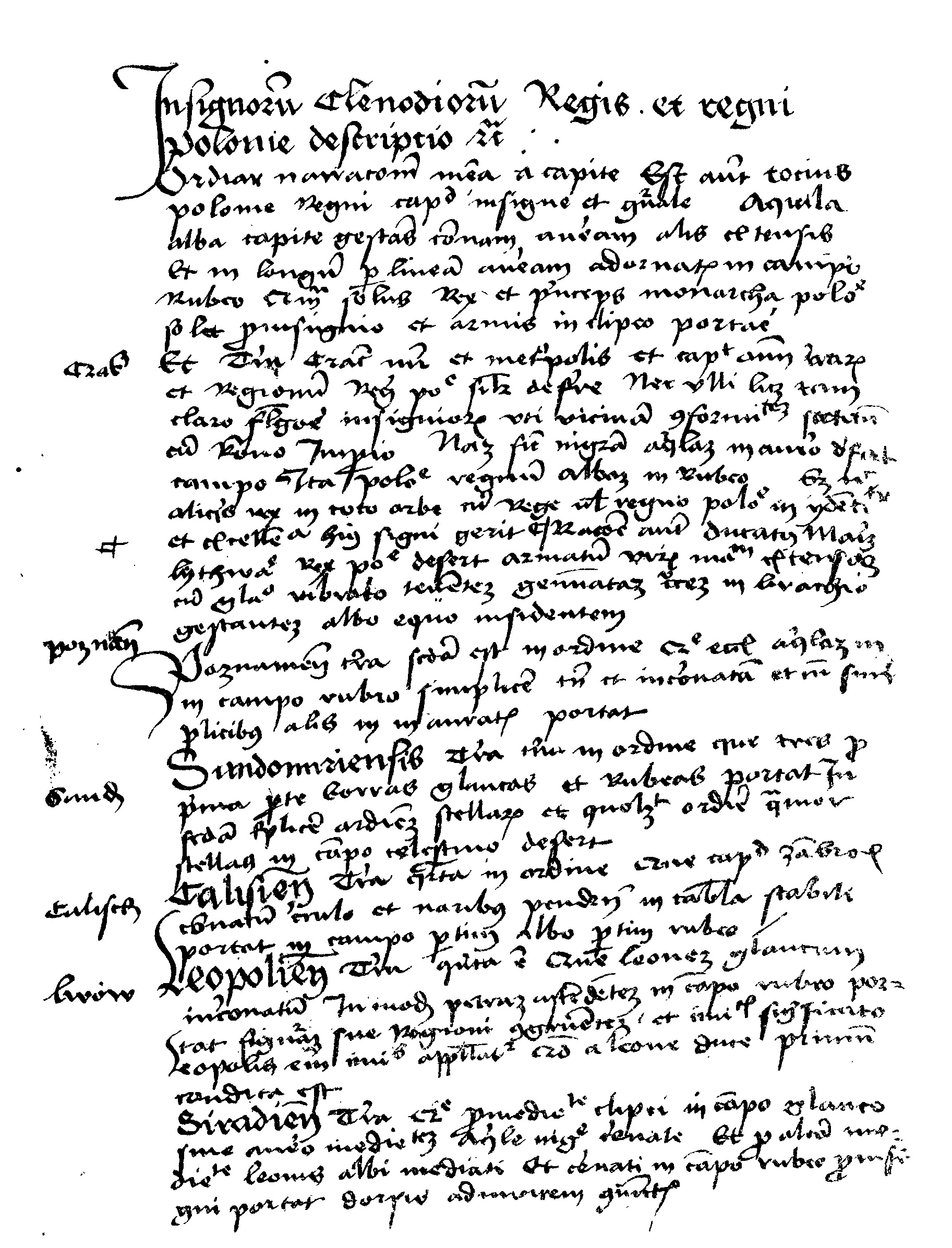
Łaciński rękopis „Insignia seu clenodia Regis et Regni Poloniae” z lat 1464–1480

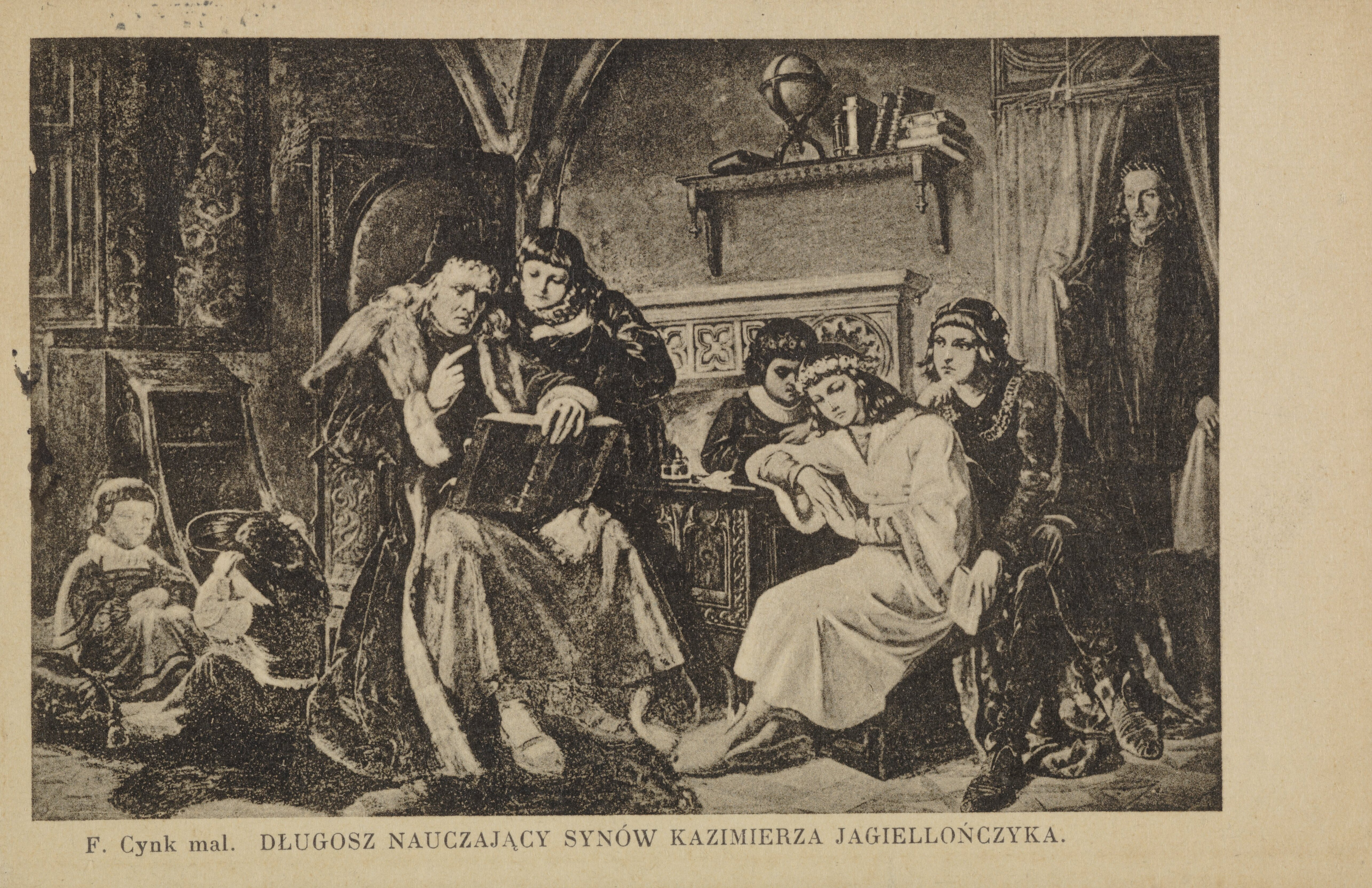
Długosz nauczający synów Kazimierza Jagiellończyka – reprodukcja obrazu Floriana Cynka na pocztówce, (1927-1934)

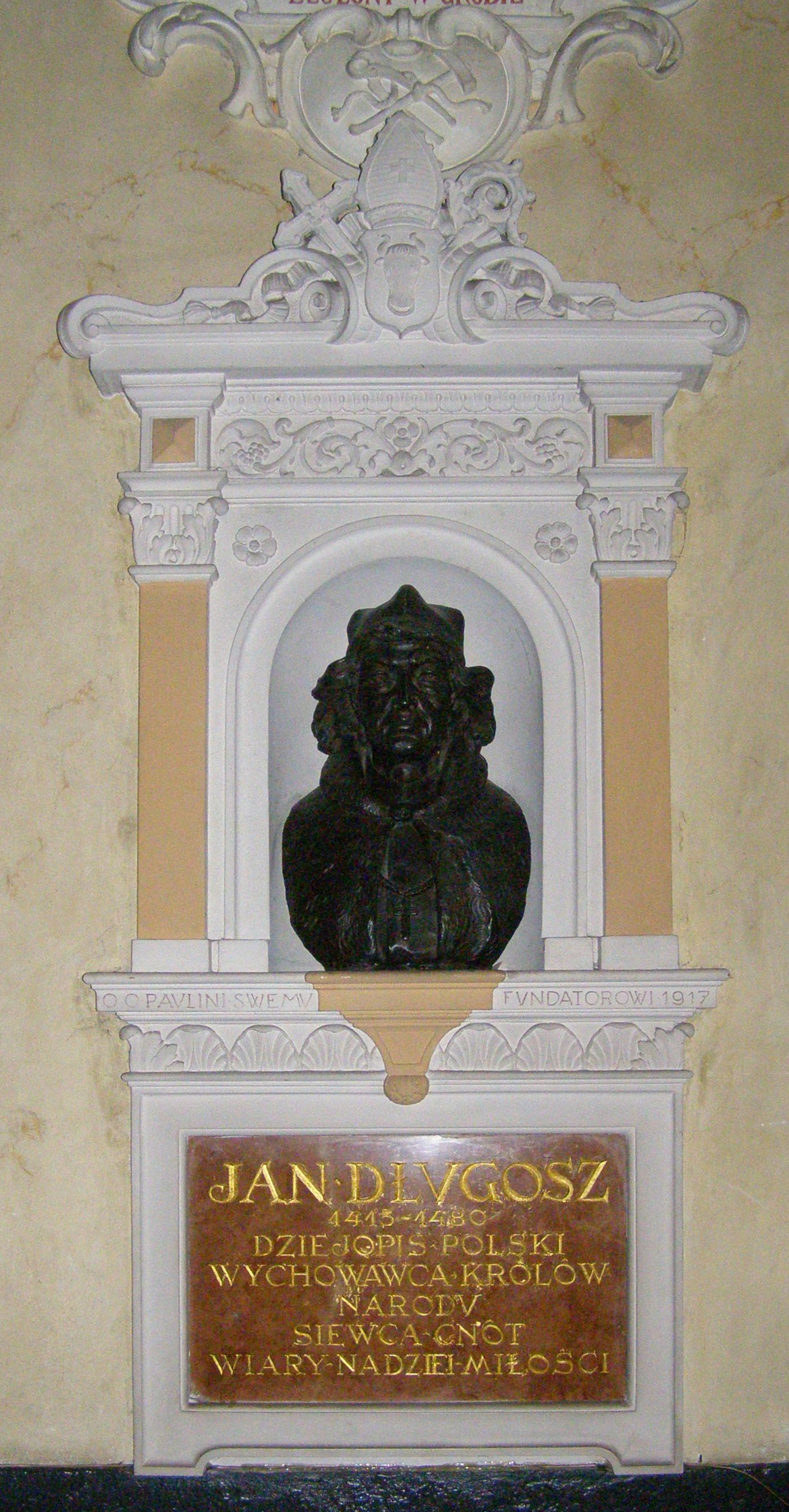
Epitafium w Kościele na Skałce

Jan Długosz herbu Wieniawa (łac. Ioannes Dlugossius; Longinus; ur. w 1415 w Brzeźnicy, zm. 19 maja 1480 w Krakowie) – polski historyk, kronikarz, twórca dzieła Roczniki czyli kroniki sławnego Królestwa Polskiego, duchowny, geograf, pierwszy heraldyk polski, dyplomata; wychowawca synów Kazimierza Jagiellończyka, posiadał przywilej kreacji notarialnej.

## Życiorys
Urodził się w rodzinie szlacheckiej w 1415 roku w Brzeźnicy. Był synem Jana Długosza z Niedzielska, uczestnika bitwy pod Grunwaldem, który otrzymał później starostwo nowokorczyńskie. Jego matka zmarła, kiedy młody Jan miał kilka lat. Miał jedenastu braci, z których wszyscy nosili imię Jan, oraz kilka sióstr. Po przeprowadzce rodziny do Nowego Korczyna, uczęszczał tam do szkoły parafialnej, gdzie uczył się łaciny i został przeznaczony do stanu duchownego. W 1428 roku wyjechał na studia do Akademii Krakowskiej, gdzie zafascynował się twórczością Wincentego Kadłubka. Wówczas postanowił spisać kronikę dziejów Polski, a w 1431 roku porzucił studia, nie uzyskując żadnego stopnia. Z rekomendacji stryja, księdza Bartłomieja Długosza, zaczął pracę sekretarza u Zbigniewa Oleśnickiego. Dzięki stryjowi otrzymał także kilka probostw i dochodowych godności kościelnych. W 1436 roku został kanonikiem kapituły krakowskiej, a cztery lata później przyjął święcenia kapłańskie. Był także kanonikiem sandomierskim i gnieźnieńskim. Podczas pracy u kardynała Oleśnickiego pełnił funkcję poborcy podatkowego i zarządcy majątkiem kościelnym. W 1440 roku spisał pierwszą wersję „Księgi uposażeń biskupstwa krakowskiego”.
Z polecenia arcybiskupa w 1435 roku został wysłany na sobór w Bazylei, a pięć lat później towarzyszył Władysławowi Warneńczykowi w podróży po koronę królewską na Węgry. W 1449 roku przywiózł Oleśnickiemu z Rzymu kapelusz kardynalski. Był także wykonawcą testamentu kardynała. Po śmierci arcybiskupa Długosz zaczął pracę nad aktualizacją rejestrów majątków kościelnych. Zebrał wykazy dochodów kapituł katedralnych, kościołów kolegiackich, parafialnych oraz klasztorów i ułożył je w dzieło znane dziś jako „Księga uposażeń diecezji krakowskiej” (łac. Liber beneficiorum dioecesis Cracoviensis). Pracował nad nim w latach 1470–1480, jednak nie zdołał go ukończyć. Kapituła krakowska przekazała mu jako wynagrodzenie prestymonia, w tym wieś Pychowice. Na początku lat 60. skonfliktował się z królem Kazimierzem Jagiellończykiem, ze względu na wakat w diecezji krakowskiej. Długosz poparł kandydaturę Jakuba ze Sienna, popieranego przez papieża, natomiast król forsował kandydaturę Jana Gruszczyńskiego. Wobec sprzeciwu kapituły, kanonicy zostali pozbawieni majątków i eksmitowani. Pisarz schronił się wówczas w Melsztynie. Dwa lata później odzyskał beneficja i na prośbę króla podjął się rokowań pokojowych z Krzyżakami, które doprowadziły do II pokoju toruńskiego. Podejmował się także innych działań dyplomatycznych, jak choćby pośrednictwo między Jerzym z Podiebradów a Ligą Katolicką w Czechach, czy układ między Maciejem Korwinem a Koroną Polską i Królestwem Czech.
W 1455 roku rozpoczął pisanie swojego dwunastotomowego magnum opus poświęconego historii Polski, nazwanego później Roczniki czyli kroniki sławnego Królestwa Polskiego. Wykorzystywał ją w kształceniu królewiczów (od 1467 roku): Władysława, Kazimierza, Jana, Aleksandra, Zygmunta i Fryderyka. W 1471 poprowadził Władysława Jagiellończyka na koronację do Pragi, odmówił jednak wówczas objęcia arcybiskupstwa praskiego. W 1479 otrzymał nominację biskupią na arcybiskupa Lwowa, jednak nie doczekał wiadomości o jej zatwierdzeniu . Zmarł 19 maja 1480 roku w Krakowie. W 1880 roku jego szczątki przeniesiono z katedry wawelskiej do Krypty Zasłużonych na Skałce.
Był fundatorem kościołów w Chotlu Czerwonym, Kłobucku, Szczepanowie, Raciborowicach i Odechowie. Wiążą się z nim także takie budynki jak Psałteria na Wawelu, Dom Długosza w Krakowie, Dom Długosza w Wiślicy, Dom Długosza w Sandomierzu oraz Uniwersytet Jana Długosza w Częstochowie.

## Twórczość
Autor licznych publikacji historycznych, w tym najsłynniejszego dzieła Annales seu cronicae incliti Regni Poloniae (Roczniki, czyli kroniki sławnego Królestwa Polskiego), obejmującego historię Polski od najdawniejszych czasów do 1480. W skład tego dzieła wchodzi Chorographia Regni Poloniae, która stanowi unikatowy dokument ówczesnych czasów, przedstawiający dokładniejszy obraz ziemi, a zwłaszcza hydrografię ziem polskich, oraz potwierdza zdumiewającą wiedzę i wszechstronność, jaką dysponował Jan Długosz, stawiając go w rzędzie najwybitniejszych polskich geografów.
Dzieło zawiera również najsłynniejsze wzmianki o bogach, jakich czcić mieli dawni Polacy – plemiona posługujące się językami lechickimi (Jan Długosz w omawianej relacji używa tych pojęć zamiennie). Początkowo, poza polemiczną uwagą Macieja z Miechowa relację Jana Długosza przyjmowano bez zastrzeżeń, a w kolejnych wiekach rozwijano często w sposób dowolny, jak w przypadku twórczości Bronisława Trentowskiego. Następnie, na przełomie wieków XIX i XX, przekaz Długosza poddany został, jak często współcześnie się uważa, zbyt ostrej krytyce w badaniach Aleksandra Brücknera. Stanowisko to, choć podane w wątpliwość jako nadmiernie krytyczne już na początku wieku XX przez Karola Potkańskiego i Mikołaja Rudnickiego, znalazło kontynuatorów w publikacjach takich badaczy jak Henryk Łowmiański czy Stanisław Urbańczyk. Jednak współcześnie, po odrzuceniu hiperkrytycznej postawy Aleksandra Brücknera, relację Jana Długosza coraz częściej uznaje się za wartościową, a na gruncie porównawczym godną dalszych badań. Prof. Włodzimierz Szafrański zauważa nawet, że ustalenia Brücknera trudno uznać za zgodne z metodą naukową, w części wprost określając je mianem pomówień wobec osoby kronikarza Jana Długosza. Obecnie analogiczne uwagi odnośnie do stylu pracy Brücknera, w tym nadmiernego upodobania do dygresji, czyni religioznawca Andrzej Szyjewski, a informacje o poszczególnych bóstwach z przekazu Jana Długosza, w zależności od publikacji, uznają za wartościowe tacy badacze jak wspomniani Włodzimierz Szafrański i Andrzej Szyjewski oraz między innymi Marek Cetwiński, Marek Derwich, Leszek Kolankiewicz i Aleksander Gieysztor.

### Ważniejsze dzieła
- Banderia Prutenorum (Sztandary wojsk krzyżackich z Prus), powst. 1448, wydane pt. Banderia Prutenorum oder die Fahnen des deutschen Ordens und seiner Verbundeten, welche in Schlachten und Gefechten des 15 Jhr. eine Beute der Polen wurden, wyd. F.A. Vossberg Märkische Forschungen, t. 4, 1850 (opis chorągwi krzyżackich zdobytych pod Grunwaldem)
- Mowa przy oddaniu kapelusza kardynalskiego Z. Oleśnickiemu 1 października 1449, ogł. J. Szujski Codex epistolaris saeculi XV, t. 1, cz. 2 (1876), Monumenta Medii Aevi Historica, t. 2, s. 82
- Vita S. Stanislai, powst. 1460–1465, wydane pt. Vitae beatissimi Stanislai Cracoviensis episcopi („Życie św. Stanisława biskupa krakowskiego”)[37], Kraków 1511, drukarnia J. Haller (wyd. następne Kraków: 1511, 1566 – 2 edycje); przekł. polski: Mikołaj z Wilkowiecka pt. Historia o św. Stanisławie, biskupie krakowskim, patronie polskim, Kraków 1578, drukarnia M. Szarffenberg (wyd. następne: Kraków 1585, Kraków 1865, Londyn 1944); przekł. niemiecki: M.B. Laubich pt. Historia von dem heiligen Stanislao, Gratz 1595, drukarnia Widmanstetter
- Vita S. Cunegundis, powst. 1471–1474, wyd. I. Polkowski i Ż. Pauli, zobacz wyd. zbiorowe, przekł. polski: Przecław Mojecki pt. Żywot ś. Kunegundy zakonu świętej Klary, księżnej polskiej, Kraków 1617, drukarnia F. Cezary
- Katalogi biskupów polskich: całość (6 ksiąg) pt. Vitae episcoporum Poloniae, ed. ad exemplar voluminis I separatim expressa, wyd. A. Przezdziecki, Kraków 1887
  - Vitae episcoporum ecclesiae... Vratislaviensis, wyd. F.W. Sommersberg Silesiacarum Rerum Scriptores, t. 2, Lipsk 1730; wyd. J. Lips pt. Chronicon episcoporum Vratislaviensium continuatione variorum auctum, Wrocław 1847
  - Vitae episcoporum Vladislaviensium, powst. 1464–1473, wyd. I. Polkowski i Ż. Pauli, zobacz wyd. zbiorowe
  - Vitae episcoporum Posnaniensium, wyd. T. Treter, Braniewo 1604, drukarnia Schönfels
  - Vitae archiepiscoporum Gnesnensium, powst. 1475, wyd. I. Polkowski i Ż. Pauli, zobacz wyd. zbiorowe
  - Vitae episcoporum Cracoviensium, powst. przed 1478, wyd. I. Polkowski i Ż. Pauli, zobacz wyd. zbiorowe
  - Vitae episcoporum Plocensium, wyd. W. Kętrzyński pt. „Vitae episcoporum Plocensium abbreviatae”, Monumenta Poloniae Historica[38], t. 6 (1893); tekst w przeróbce Stanisława Łubieńskiego w: S. Łubieński Opera posthuma, Antwerpia 1643
- Articuli de incorporatione Masoviae, powst. 1462, wyd. W. Kętrzyński pt. „Vitae episcoporum Plocensium abbreviatae”, Monumenta Poloniae Historica[38], t. 6, 1893 (traktat uzasadniający prawa króla Kazimierza Jagiellończyka do inkorporacji Mazowsza)
- Liber beneficiorum dioecesis Cracoviensis (Księga uposażeń diecezji krakowskiej), powst. 1470–1480, wyd. A. Przezdziecki (na podstawie kopii XVII-wiecznej), t. 1–3, Kraków 1863–1864
- Lites ac res gestae inter Polonos Ordinemque Cruciferorum (zbiór dokumentów i aktów do procesu Polski z Zakonem), powst. 1440–1480, wyd. T. Działyński, t. 1–3, Poznań 1855-1856
- Insignia seu clenodia Regis et Regni Poloniae  (Klejnoty Długosza)
- Annales seu cronicae incliti Regni Poloniae (Roczniki, czyli kroniki sławnego Królestwa Polskiego[39])
- Vita beatae Cunegundis ducissae Regni Poloniae, filiae Balae, Hungariae regis. Edita a Joanne Dlugosch Seniore Canonico Cracoviensis a. D. 1474 („Żywot św. Kingi” – przechowywany w archiwum klasztoru Panien Klarysek w Starym Sączu)
- Vita Sbignei de Olesnica cardinalis (według historyków Władysława Semkowicza i Fryderyka Papéego nie jest to dzieło Długosza)[a].

### Analizy rękopisów
- A. Kłodziński: „Rękopisy Długosza o herbach polskich”, Biblioteka Ossolineum, 1843, t. 5
- J. Muczkowski: „Wiadomości o rękopismach historii Długosza” w zbiorze Rozmaitości historyczne i bibliograficzne, zeszyt 2[40], Kraków 1851
- „Rękopis Długosza. Życie św. Kunegundy”, Przegląd Poznański 1850, t. 10, s. 755–756
- A. Białecki: „Długosza rękopisma w petersburskich bibl. pod względem paleograficznym i bibliograficznym”, Petersburg 1860
- A. Przezdziecki: Énumération et desription sommaire de 64 manuscrits, 6 fragments et 10 abrégés de l’histoire de Pologne de Jean Dlugosch, Kraków 1870
- H. Zeissberg: Die polnische Geschichtsschreibung des Mittelalters, Lipsk 1873; w jęz. polskim pt. Dziejopisarstwo polskie wieków średnich, t. 2[41], Warszawa 1877
- I. Polkowski: przy wydaniu Opera omnia, t. 1, zob. wydania zbiorowe
- S. Rutski: „Gdzie się znajduje rękopis płocki Historii Długosza?”, Kurier Płocki 1915, nr 164; por. Dziennik Poznański 1915, nr 46, dodatek X
- W. Budka: „Zaginiony rękopis Historii Długosza”, Exlibris 1924
- H. Polaczkówna: „Stemmata Polonica Długosza”, Sprawozdanie Towarzystwa Nauk we Lwowie, t. 6 (1926)
- J. Dąbrowski i K. Piotrowski: „Polonica za granicą. Kraje naddunajskie”, Nauka Polska, t. 13 (1930), s. 75
- T. Kruszyński: „Skradziona Banderia Prutenoris”, Tygodnik Powszechny 1945, nr 22[42]

### Wydania zbiorowe
- Joannis Długosz senioris canonici Cracoviensis Opera omnia, A. Przezdziecki, t. 2–14, Kraków 1878–1887 (t. 2–6 z tyt. „Dzieła wszystkie” zawierają: Dziejów polskich ksiąg dwanaście w przekł. K. Mecherzyńskiego; t. 7–9 Liber beneficiorum dioecesis Cracoviensis; t. 10–14 Historiae Polonicae libri XII)
- Joannis Długosz senioris canonici Cracoviensis Opera omnia, t. 1, wyd. I. Polkowski i Ż. Pauli, Kraków 1887 (zawiera: Praefatio; Vita Joannis Dlugossii; Vita Stanislai; Vita Cunegundis; Vitae episcoporum Poloniae; Vita Sbignei de Olesnica cardinalis; Clenodia; Banderia Prutenorum; Epistolae)
- Index nominum... complexit T. Żebrawski, Kraków 1899

### Listy
- 28 listów z lat 1447–1478 (m.in. do: Marcina z Przemyśla, Tadeusza z Trewizo, Zbigniewa Oleśnickiego, Jana Elgota, Stanisława Łukawskiego), wydane w: Codex epistolaris saeculi XV, t. 1, cz. 2, wyd. J. Szujski, Kraków 1876; t. 2, wyd. A. Lewicki, Kraków 1891, Monumenta Medii Aevi Historica, t. 2, 12; list do Z. Oleśnickiego z maja 1450, przedr. (z poprawkami), I. Chrzanowski, S. Kot: Humanizm i reformacja w Polsce, Lwów 1927
- Do Michała Boczny, Bodzęcin, 1447; do Stefana Hohenberga, Kraków, 17 maja 1471; bez daty: do Marcina z Przemyśla, Tadeusza z Trewizo, Baldusa Kwiryna Wenecjanina, Rafała ze Skawiny, Zbigniewa Oleśnickiego; wyd. M. Wiszniewski Historia literatury polskiej, t. 4, Kraków 1842, s. 72–81, 117–121, 158-160
- Do Zbigniewa Oleśnickiego, Index lectionum in Universitate... Jagel, 1834/5
- Do Jana Długosza z lat 1440–1472; od: Jana Elgota, Tomasza Strzempińskiego, Sędziwoja z Czechła, wyd. J. Szujski, Kraków 1876
- Od Jana Elgota, ok. 1450, wyd. M. Wiszniewski Historia literatury polskiej, t. 4, Kraków 1842, s. 112–116

## Upamiętnienie

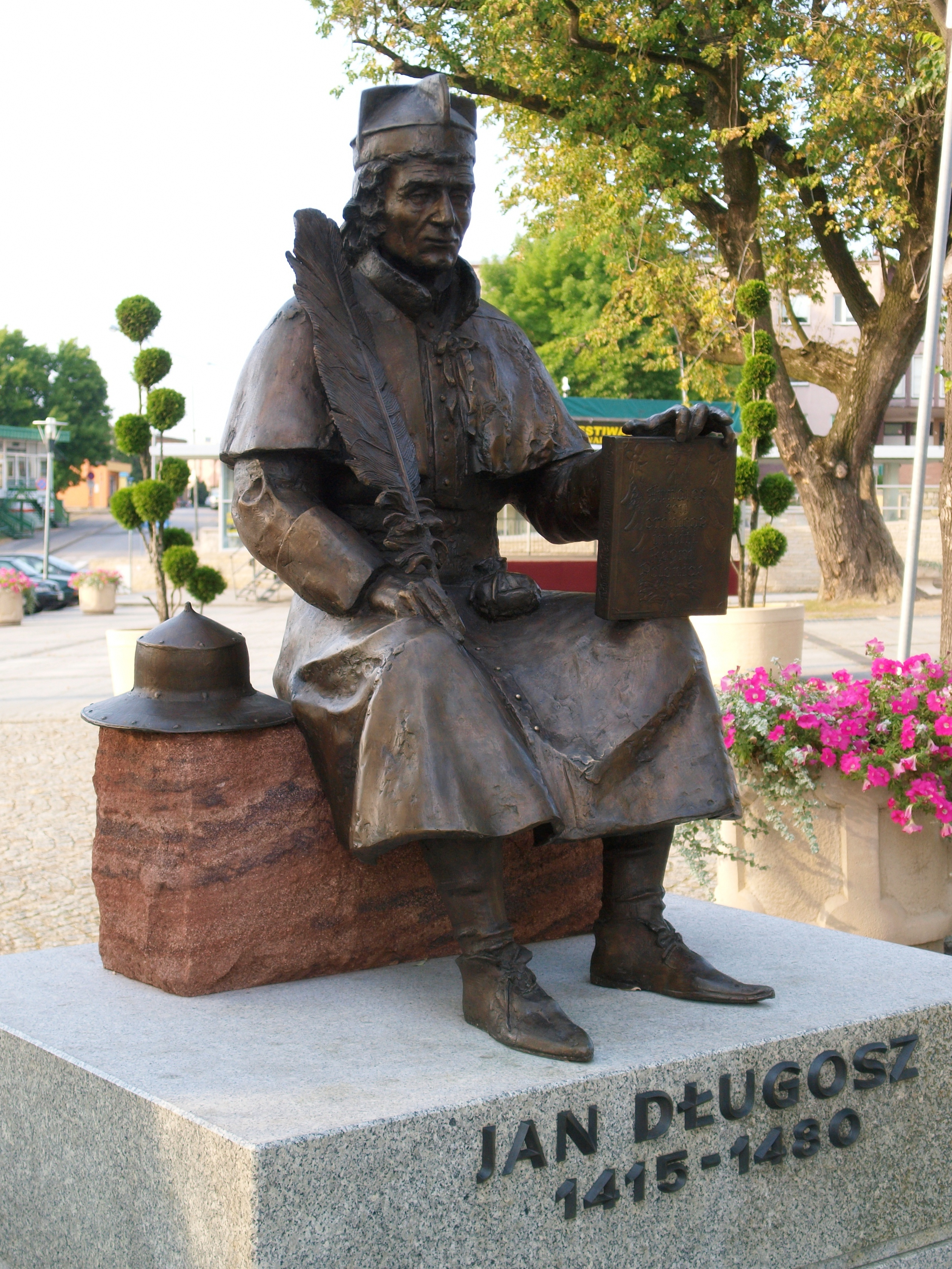
Pomnik Jana Długosza w Kłobucku. Autorem rzeźby jest Jerzy Kędziora

- Poczta Polska dwukrotnie upamiętniała Jana Długosza na znaczkach:

1. 5 maja 1964 – znaczek o wartości 60 gr (nr. kat. 1339) – w ramach serii wydanej z okazji 600-lecia Uniwersytetu Jagiellońskiego w Krakowie,
2. 30 listopada 2015 – znaczek o wartości 1,75 zł (nr. kat. 4658) – wydany z okazji 600. rocznicy urodzin[43].

- 26 marca 2003 roku Senat Wyższej Szkoły Pedagogicznej (obecnie Uniwersytet Jana Długosza w Częstochowie) w trakcie swojego posiedzenia podjął decyzję o wyborze wybitnego kronikarza na patrona Uczelni[44].

- W 2011 w Tarnobrzegu powstał pomnik Jana Długosza.

- Sejm Rzeczypospolitej Polskiej ustanowił rok 2015 m.in. Rokiem Jana Długosza[45][46].
- 24 sierpnia 2015 Narodowy Bank Polski wyemitował banknot kolekcjonerski o nominale 20 zł z okazji 600. rocznicy urodzin Jana Długosza[47].

- Nagroda im. Jana Długosza.

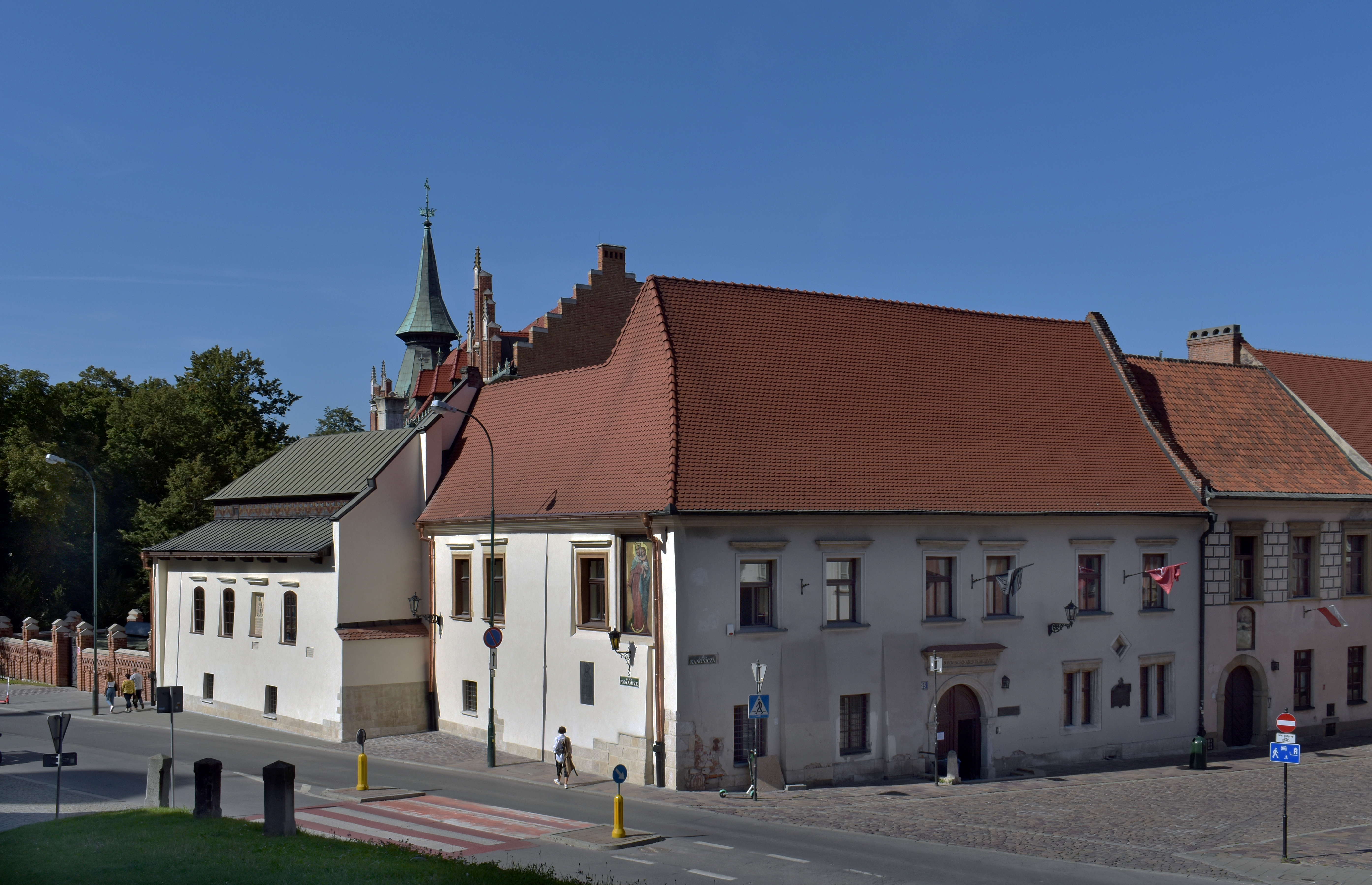
Dom Długosza w Krakowie.
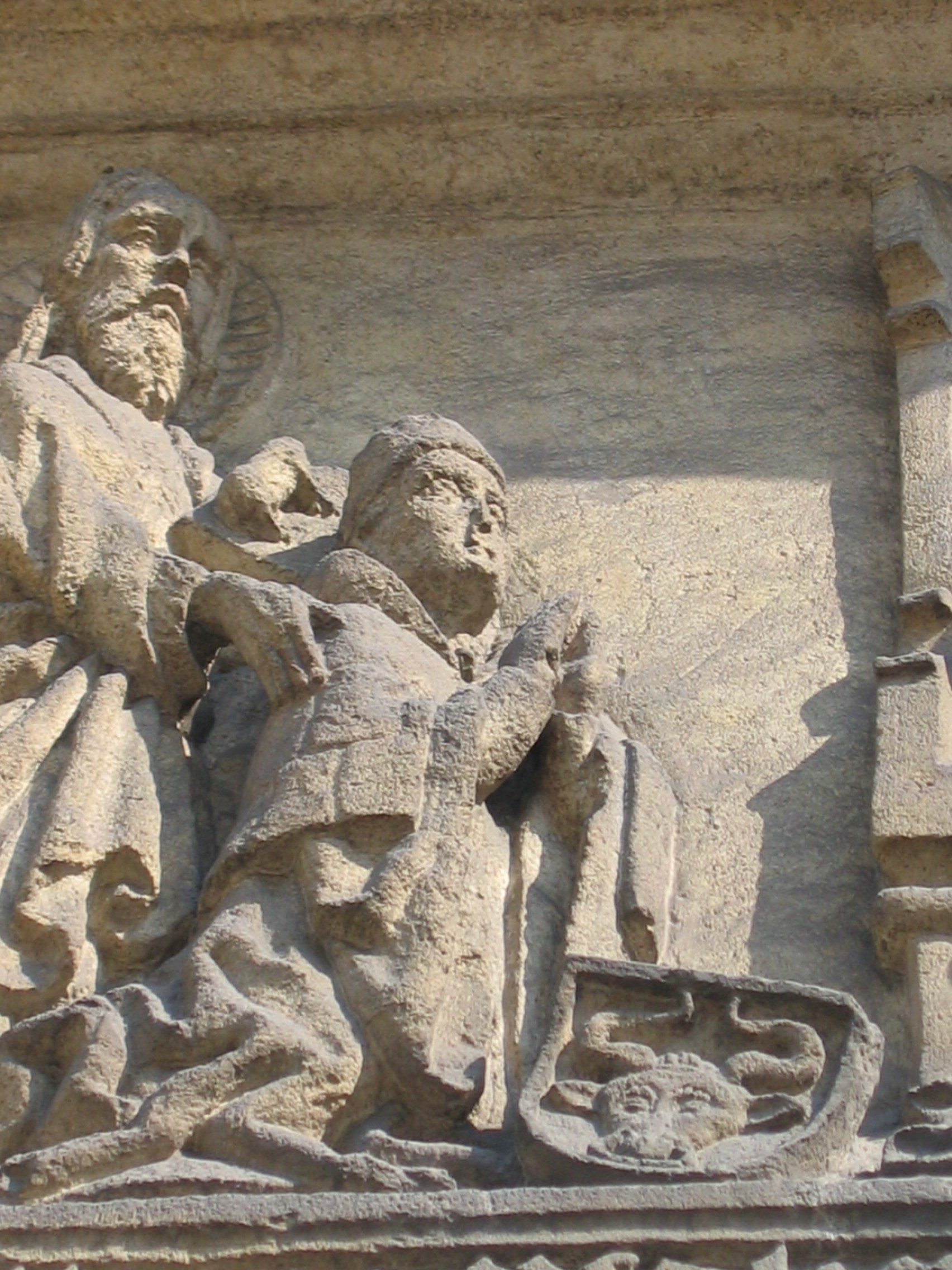
Jan Długosz na tablicy umieszczonej na Domu Długosza w Krakowie, ul. Kanonicza 25.
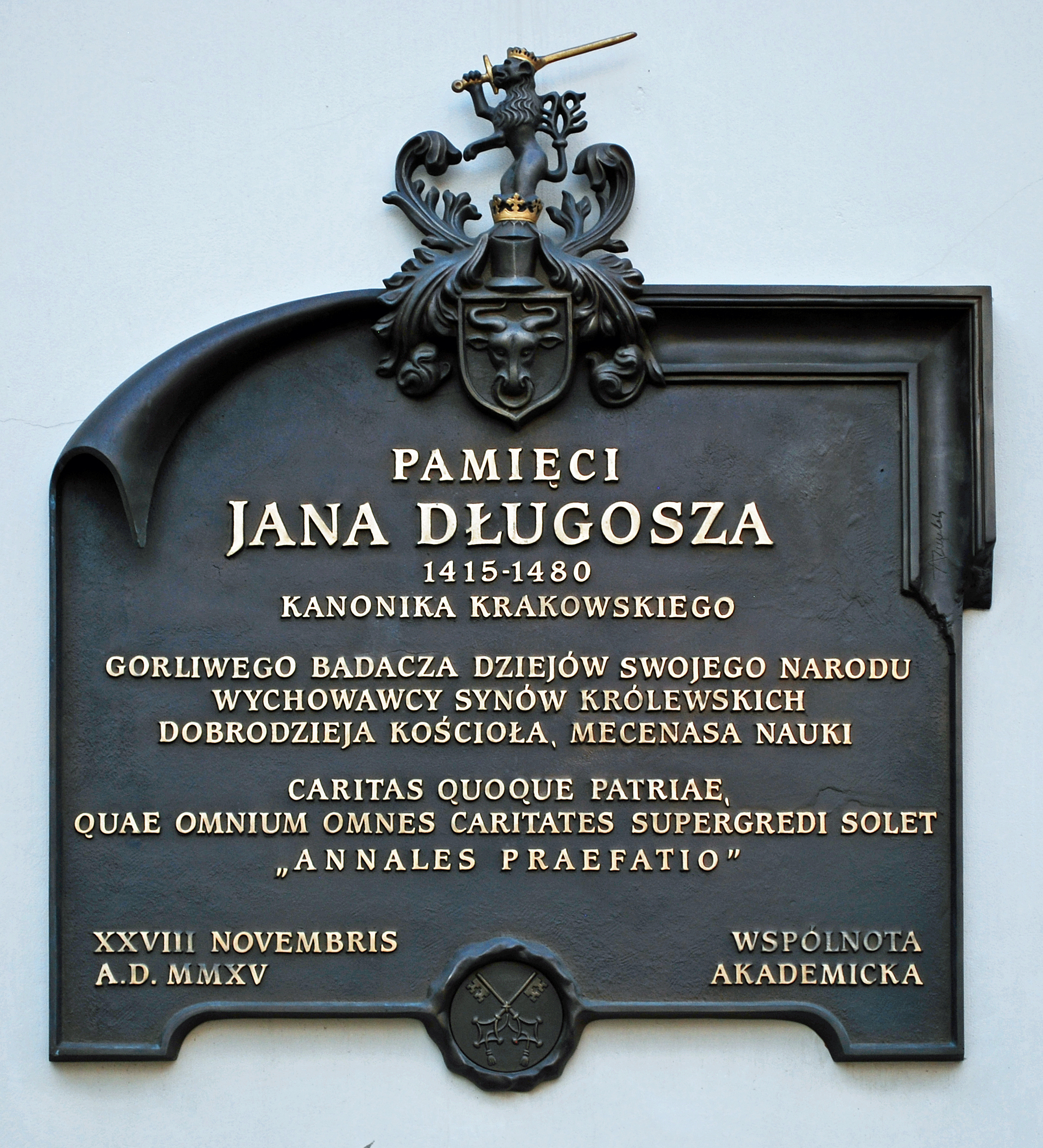
Tablica pamiątkowa na Domu Długosza.